# Вейнгартенские анналы
Вейнгартенские анналы (лат. Annales Weingartenses) — франкские анналы X в. Сохранились в рукописи X в. Охватывают период с 708—936 гг. Содержат сведения по истории Франкского государства и соседних стран.

## Издания
- Annales Weingartenses // MGH, SS. Bd. I. Hannover. 1826, p. 65-67[2].

## Переводы на русский язык
- Вейнгартенские анналы в переводе Е. Чепель на сайте Восточная литература